# Lucius Cassius Longinus (consul, Kr. e. 107)
Lucius Cassius Longinus (? – Gallia Narbonensis, Kr. e. 107.) római politikus, az előkelő, plebeius származású Cassia gens tagja. Nagyapja, Quintus Kr. e. 164-ben volt consul, apjának azonban csak a nevét ismerjük (szintén Quintus).
Kr. e. 111-ben elnyerte a praetori magistraturát, és az lett a feladata, hogy Numidiába menjen, és biztonságban Rómába szállítsa annak királyát, Jugurthát. Ő ezt meg is tette, sőt a történet szerint a saját becsületére is megesküdött, amit a numida király legalább olyan nagyra értékelt, mint az állami garanciát, Longinus olyannyira köztiszteletben állt.
Kr. e. 107-ben Caius Marius consultársa lett, és Gallia Narbonensisbe ment hadakozni a kimberek és szövetségeseik ellen. Még abban az évben legyőzték a tigurinusok az allobroges törzs területén, és az ütközetben maga is odaveszett.